# Cockenoe
Cockenoe (?-1699), Montauk Indijanac, prevoditelj Johna Eliota (1604—1690), misionara koji je napisao prvu Bibliju na indijanskom jeziku u Novom svijetu.Cockenoe je bio zarobljen u Pequotskom ratu 1637. godine, nakon čega je postao sluga britanskog časnika Richarda Collicotta. Kod Collicotta dolazi u kontakt s Eliotom koji je radio kao misionar među Indijancima Massachusettsa. Cockenoe nije znao pisati, ali je govorio engleski jezik, tako da je počeo Eliota podučavati algonkionskom jeziku, što mu je omogućilo da prevede cijelu Bibliju na jezik natick, prvu koja je tiskana u Americi. Osim Biblije Cockenoe je pomogao i u prevodima drugih obrazovnih i vjerskih materijala naminjenjenih indijanskim preobraćenicima u Novoj Engleskoj, među njima i Deset Božjih zapovijedi i Oče naš.
Otok, luka i svjetionik pred obalom Westporta u Connecticutu danas nose ime po njemu.
- genesis
- jedna od stranica
- John Eliot